# Borci Gornji
Borci Gornji su naseljeno mjesto u općini Kotor Varoš, Republika Srpska, Bosna i Hercegovina.

## Stanovništvo

### 1991.
Nacionalni sastav stanovništva 1991. godine, bio je sljedeći:
ukupno: 462
- Srbi - 420
- Muslimani - 39
- ostali, neopredijeljeni i nepoznato - 3

### 2013.
Nacionalni sastav stanovništva 2013. godine, bio je sljedeći:
ukupno: 100
- Srbi - 91
- Bošnjaci - 8
- ostali, neopredijeljeni i nepoznato - 1